# Pteris griseoviridis
Pteris griseoviridis är en kantbräkenväxtart som beskrevs av Carl Frederik Albert Christensen. Pteris griseoviridis ingår i släktet Pteris och familjen Pteridaceae. Inga underarter finns listade.